# Hathor
Hathor (ḥwt-ḥr.w, „Hórusz háza”) ókori egyiptomi istennő, a szépség, az öröm, a szerelem és anyaság istennője. Az ókori Egyiptom történelme során az egyik legfontosabb és legnépszerűbb istenség, az uralkodók, előkelők és a köznép egyaránt tisztelték. A sírokban gyakran ábrázolják „a Nyugat úrnőjeként”, amint az elhunytat köszönti a túlvilágon. A zene, a tánc, az idegen földek és a termékenység istennőjeként is tisztelték; úgy tartották, ő segít az anyáknak a szülésnél, emellett a bányászok védelmezője is volt. Leggyakrabban tehénistennőként ábrázolják, szarvakkal, melyek közt napkorongot tart, rajta ureusszal. A későbbi korokban két tollat és menat-nyakéket is visel.
Kultusza a predinasztikus kor előttre nyúlik vissza, így pontosan nem deríthető ki, honnan ered, de lehetséges, hogy a termékenységet és általában a természetet tisztelő predinasztikus kultuszokból alakult ki, melyet a tehenek jelképeztek. Lehetséges, hogy ő az a tehénistennő, akit a Narmer-palettán és egy, az I. dinasztia idejéből fennmaradt kőurnán is ábrázolnak, ami arra utal, égistennőként is tisztelték, és kapcsolatba hozták Hórusszal, akit napistenként ő őrzött magában.
Az egyiptomiak a valóságot többrétegűnek tekintették, ahol az istenségek különböző okokból gyakran egymásba olvadtak, miközben megőrizték egyedi attribútumaikat és mítoszaikat is; ezt nem ellentmondásnak tekintették, hanem egymás kiegészítésének. Így alakult ki, hogy Hathor Ré napistennek hol az anyja, hol a lánya, hol a felesége; Íziszhez hasonlóan néha Hórusz anyjaként is említik, és Básztettel hozzák összefüggésbe.
A római kortól kezdve gyakorivá vált, hogy a megigazult halottak közül a nőket Hathorral azonosították; korábban nemtől függetlenül mindenkit Ozirisszal.
Az ókori görögök Aphroditével azonosították.

## Neve
Nevének (tudományos átírásban ḥwt-ḥr.w, eredeti kiejtése feltehetőleg *Hawit-Hāru) jelentése „Hórusz háza”. A kopt nyelvben Hathōr, a görögben Athór (Άθώρ) lett belőle.
Azonosították Mehetweret istennővel, akinek neve „nagy áradást” jelent; ez utal a Tejútra, mely a Nílus égi megfelelője volt, ezért Hathort a Nílus áradásával is kapcsolatba hozták, valamint a magzatvíz elfolyásához kötődő asszociációk kapcsán a szüléssel is.

## Ábrázolása
Gyakran ábrázolták tehénként vagy tehénfülű nőként szarvakkal, melyek közt a napkorongot tartja; időnként tükörrel kezében, ami a szépségére utal. Ruhája vörös volt, mely a szenvedélyt jelképezte, bár szent színe a türkiz. Időnként vízilóként is ábrázolták. A fáraó anyjának szerepében ureuszt viselt a homlokán. Arca gyakran díszített oszlopfőket.

## Mítoszai
Hathor eredetileg a teremtő Ré napisten leánya volt. Mikor Hathor apját, Rét, és férjét, Hóruszt azonosították (Ré-Harahti), Hathor helyzete tisztázatlanná vált. Egyes helyeken Hórusz új feleséget kapott, de ez nem oldotta meg azt a gondot, miképp lehet egy teremtő istennek anyja. Mivel a fáraót Hórusszal azonosították, Hathor a fáraó isteni anyjának számított.
Ahol Thot kultusza erős volt, és őt tartották teremtőnek és Ré-Harahti apjának, Hathor vált Thot feleségévé, így azonosították az írás istennőjével, Szesattal, aki a holtak elbírálásánál is tanúskodott. Hathorhoz így újabb tulajdonságok társultak: ő lett Nekhmet-aui, „aki elűzi a gonoszt”, illetve „aki visszajuttatja az ellopott javakat”.
Ré-Harahtit Thot gyermekeként Neferhór néven ismerték, és Hathort gyakran ábrázolták úgy, hogy a gyermek Neferhórt dajkálja.
Az Égi tehén mítoszából kifolyólag a Középbirodalom korától kezdve Szahmettel is azonosították, mivel a vérszomjas oroszlánistennő a történet végére békéssé, Hathorhoz hasonlóvá válik. Mindkettejüket azonosították Básztet macskaistennővel is, aki szintén a vidámság istennője is volt, akárcsak Hathor. Később Hathor kultusza beolvadt Íziszébe, a két istennőt azonosnak tekintették. Alakjába beleolvadt egy másik tehén- és termékenységistennő, Bata is. Bata kapcsolatban állt a ba-lélekkel, így Hathor összefüggésbe került a túlvilággal (duat). Ő köszöntötte a holtak lelkeit az alvilágban. Ebben az aspektusában gyakran tekintették az alvilág kapuja őrének, Nehebkaunak a feleségének.
Az újbirodalmi néphitben a szüléskor „a hét Hathor” jelent meg, akik kinyilvánították, mi lesz a gyermek sorsa, hogy fog meghalni.

## Templomai, kultusza, szobrai

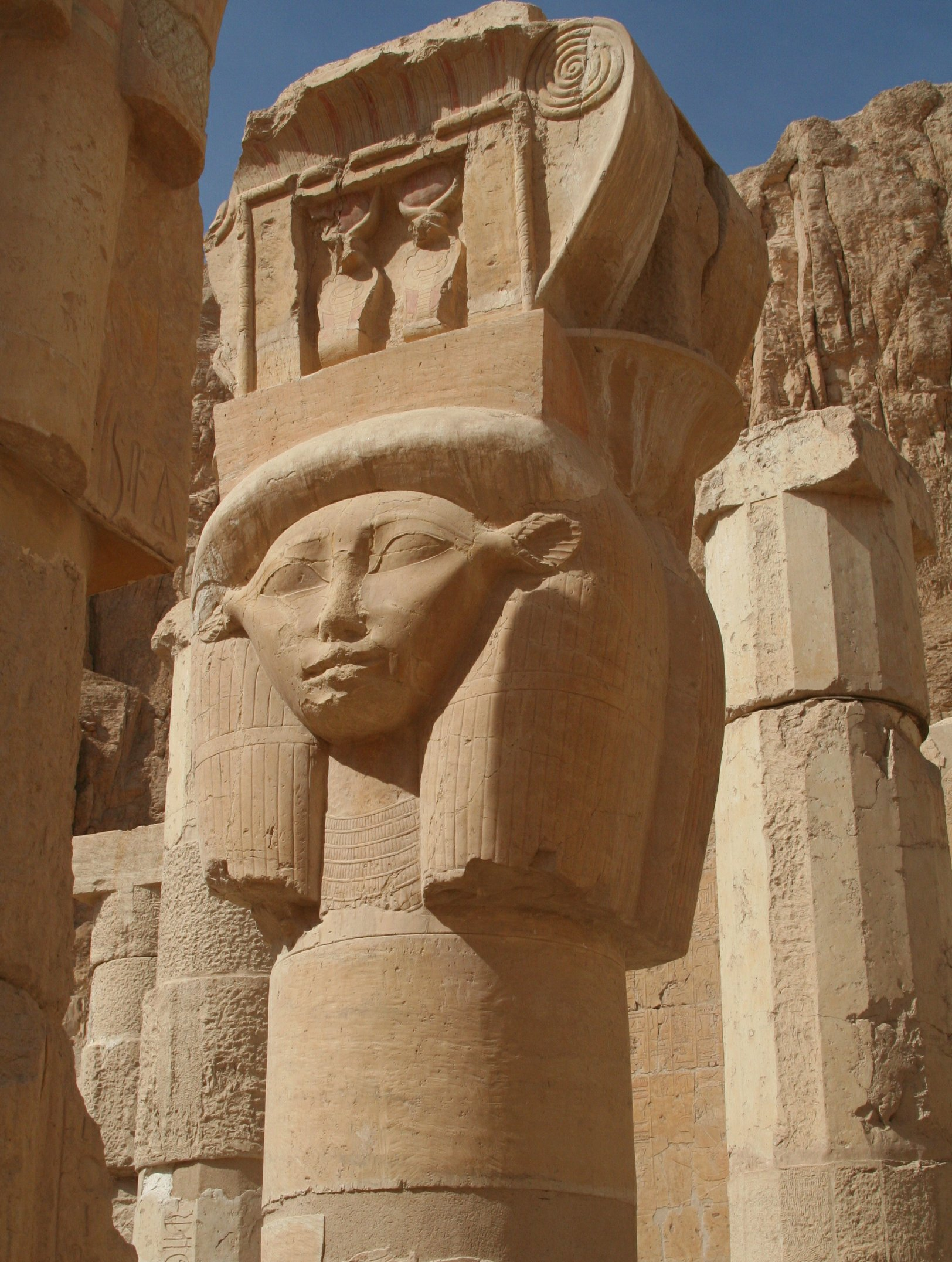
Hathor-fejes oszlopfő Hatsepszut templomában

Menkauré idejéből több szoborcsoport is fennmaradt, mely a fáraót Hathor, valamint egy nomoszt megszemélyesítő nőalak társaságában ábrázolják.
Hatsepszut Dejr el-Bahari-i temploma Ámon, Hathor és Anubisz tiszteletére épült. Hathor kápolnája a déli oldalon található, itt ábrázolják a fáraó punti expedícióját is, mert Hathort tekintették Punt úrnőjének. III. Thotmesz szintén építtetett itt kápolnát Hathornak; itt Dendera úrnőjeként ember-, Théba úrnőjeként tehén alakban ábrázolták az istennőt.
II. Ramszesz felesége, Nofertari és a királynéi szerephez leginkább köthető Hathor tiszteletére emelte a kisebbik Abu Szimbel-i templomot Núbiában. Szintén Núbiában, Gerf el-Husszeinnél lévő temploma Ptah, az istenített Ramszesz, Ptah-Tjenen és Hathor tiszteletére épült.
Hathor legismertebb temploma a denderai templom, mely már az óbirodalom idején állt, később több uralkodó is bővítette. A jelenleg is álló épület a görög-római korban épült. Itt maradt fenn a legteljesebb mammiszi, azaz születéskápolna, ezt Hathór és Hórusz fiának Ihinek szentelték. Az itt őrzött istenszobrot az év utolsó napján felvitték a templom tetejére, hogy az újév első hajnalának napsugarai érjék, a „Gyönyörű találkozás ünnepén” pedig Hórusz edfui templomába vitték át, hogy a két istenség egyesülhessen.

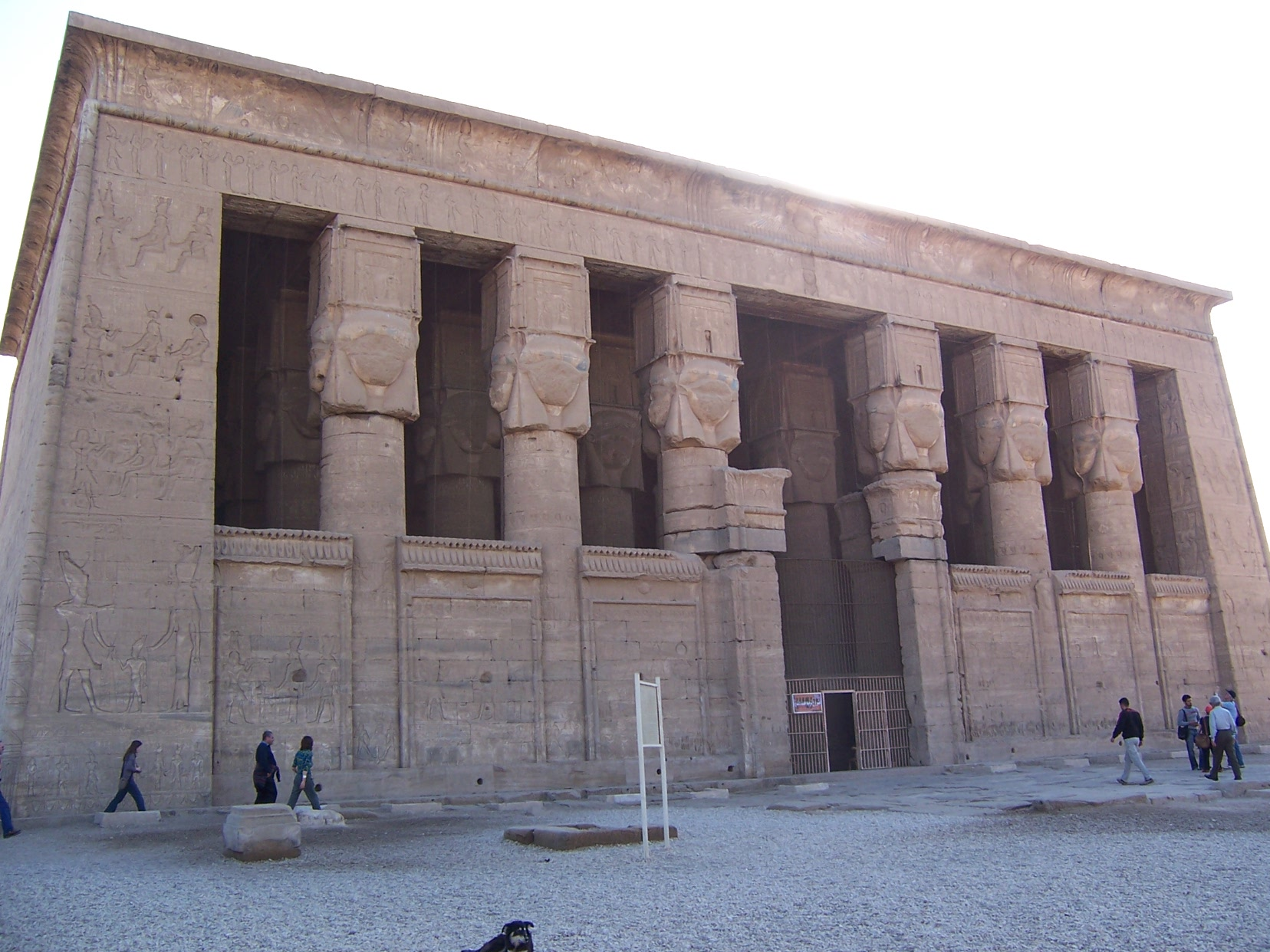
Hathor dendarai temploma

El-Kabban III. Amenhotep uralkodása alatt, Dejr el-Medinában a ptolemaida korban épült Hathor-templom. A Sínai-félszigeten emelt templomokban szintén Hathor volt az egyik leginkább tisztelt istenség, mivel a Sínai-félsziget egyik fő ásványkincse az ő szent köve, a türkiz volt; az egyik legjelentősebb Szerabit el-Khadim szentélyegyüttese. Ábrázolják az istennőt hitvese, Hórusz edfui templomában is.
Hathor papságában férfiak és nők is szolgáltak. A szisztrum nevű hangszer, mely más istenek szertartásain is fontos szerepet töltött be, Hathor szent tárgya volt. A szisztrum eredetileg Bata istennőhöz tartozott, Hathorral akkor került összefüggésbe, amikor a két istennő egybeolvadt. Szintén Hathorhoz tartozik még a türkizből készült menat-nyaklánc. Szent fája a szikomorfa, gyakran nevezik „a déli szikomorfa úrnőjének”, valamint szent köve után „a türkiz úrnőjének” (nebet mefket) is.
Az ókori egyiptomi naptárban Akhet évszak harmadik hónapját róla nevezték el.

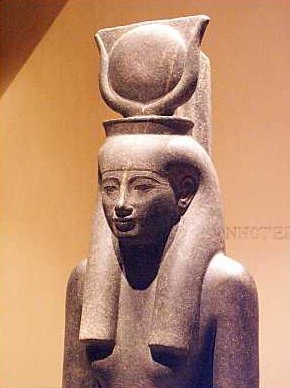
Hathor, szarvai közt napkoronggal